# 34e division d'infanterie (France)
Pour les articles homonymes, voir 34e division d'infanterie.
La 34e division d'infanterie est une division d'infanterie de l'armée de terre française qui a participé à la Première Guerre mondiale.

## Les chefs de la34edivisiond’infanterie
- 18 octobre 1873 - 16 septembre 1875 : général Lapasset
- 7 octobre 1875 - 16 mars 1878 : général Lefebvre
- 12 avril 1878 - 18 novembre 1878 : général Blot
- 29 décembre 1882 - 31 octobre 1883 : général Peychaud
- 1er décembre 1883 : général Kampf
- 23 septembre 1886 - 17 mars 1888 : général Warnet
- 20 mars 1888 - 28 février 1889 : général Ferron
- 31 mars 1889 - 23 juillet 1892 : général de Moncets
- 23 septembre 1892 : général Philebert
- 27 novembre 1893 - 23 août 1897 : général Motas d'Hestreux
- 1er septembre 1897 - 27 juillet 1900 : général Tisseyre
- 14 août 1900 - 9 août 1904 : général Bonnet
- 9 août 1904 : général d'Heilly
- 30 décembre 1906 : général Plagnol
- 24 juin 1909 : général Martin
- 22 décembre 1913 : général Alby
- 11 avril 1915 : général de Lobit
- 14 décembre 1917 - 7 juin 1924 : général Savatier

## La Première Guerre mondiale

### Composition au cours de la guerre
- Infanterie :

14e Régiment d’Infanterie d’août 1914 à juillet 1915
59e Régiment d’Infanterie d’août 1914 à novembre 1918
83e Régiment d’Infanterie d’août 1914 à novembre 1918
88e Régiment d’Infanterie d’août 1914 à novembre 1918
209e Régiment d’Infanterie de juillet 1915 à mars 1917 (dissolution)
27e Régiment d’Infanterie Territoriale d'août à novembre 1918
- Cavalerie :

1 escadron (puis 2 à partir de janvier 1917) du 9e régiment de chasseurs à cheval d'août 1914 à novembre 1918
- Artillerie :

3 groupes de 75 du 23e régiment d'artillerie de campagne d'août 1914 à novembre 1918
125e batterie de 58 du 57e régiment d'artillerie de campagne de juillet 1916 à janvier 1918
101e batterie de 58 du 23e régiment d'artillerie de campagne de janvier à novembre 1918
12e groupe de 155c du 112e régiment d'artillerie lourde de janvier à juillet 1918
5e groupe de 155c du 117e régiment d'artillerie lourde de juillet à novembre 1918
- Génie :

compagnie 17/2 du 2e régiment du génie
27e Régiment d’Infanterie Territoriale d'août à novembre 1918

### Historique
Mobilisée dans la 17e Région.

#### 1914
- 6 – 11 août : transport par V.F. dans la région de Somme-Bionne.
- 11 – 23 août : mouvement vers le nord-est, par Apremont, Beaumont-en-Argonne et Carignan, jusque vers Jehonville et Sart. Engagée, le 22 août, dans la Bataille des Ardennes : combats vers Bertrix, Offagne, Jehonville.
- 23 août – 6 septembre : repli par Dohan, vers la Meuse, dans la région de Villers-devant-Mouzon. À partir du 26, arrêt derrière la Meuse vers Autrecourt-et-Pourron et Remilly-sur-Meuse : combats vers Remilly-sur-Meuse et vers Thelonne (Bataille de la Meuse).

29 août : repli sur l’Aisne, vers Semuy.
30 - 31 août : arrêt derrière l’Aisne, vers Attigny, puis continuation du repli, par Saint-Souplet, Saint-Hilaire-au-Temple et Mairy-sur-Marne, jusque dans la région de Lhuitre.
- 6 septembre – 13 septembre : engagée dans la 1re Bataille de la Marne. Du 6 au 11 septembre , Bataille de Vitry : combats vers la ferme la Certine et la ferme la Perrière. À partir du 11 septembre, poursuite, par Cheppes et Poix, jusque vers Perthes-lès-Hurlus.
- 13 septembre – 20 décembre : violents combats dans cette région, puis stabilisation et occupation d’un secteur vers Perthes-lès-Hurlus et Hurlus (guerre de mines) :

26 septembre : attaque allemande et contre-attaque française vers le moulin de Perthes.
1er octobre : front étendu, à gauche, jusque vers le Bois Sabot.
8 décembre : attaque française sur le Bonnet du Prêtre.

#### 1915
- 20 décembre 1914 – 2 avril 1915 : engagée dans la 1re Bataille de Champagne : violents combats vers Perthes-lès-Hurlus.

8 janvier 1915 : prise de Perthes-lès-Hurlus.
20 janvier : front réduit, à droite, jusque vers le moulin de Perthes.
16 février - 18 mars : violentes attaques françaises dans cette région.
- 2 avril – 5 mai : retrait du front et mouvement vers Dampierre-le-Château. À partir du 5 avril, mouvement, par Brizeaux, vers Souilly : repos. À partir du 10 avril, mouvement par étapes, par Vaubécourt, vers Vavincourt : repos. À partir du 22, transport par V.F. de la région de Longeville, vers celle de Moreuil : repos. À partir du 28, transport par V.F. au nord de Saint-Pol, puis mouvement vers Avesnes-le-Comte.
- 5 mai 1915 – 4 mars 1916 : occupation d’un secteur vers Roclincourt. Engagée dans la 2e Bataille d'Artois :

9 - 16 mai : attaques françaises vers la crête de Thélus. En réserve du 20 mai au15 juin ( éléments en secteur au nord de Blangy). Engagée à nouveau, le 16 juin, dans la 2e Bataille d'Artois, entre la Scarpe et le sud de Roclincourt : attaques françaises au nord de Saint-Laurent-Blangy.
5 juillet : extension du front, à gauche, jusqu’au nord de Roclincourt. Engagée, à partir du 25 septembre, dans la 3e Bataille d'Artois : violents combats dans la même région.
30 septembre : mouvement de rocade et occupation d’un nouveau secteur vers Agny et Ficheux. À partir du 30 novembre, mouvement de rocade vers le nord, et occupation d’un nouveau secteur entre la Scarpe et Roclincourt.
- 4 – 27 mars : retrait du front et transport par V.F. dans la région de Rosières-aux-Salines ; instruction au camp de Saffais. À partir du 23, transport par V.F. dans la région de Ligny-en-Barrois : repos.

#### 1916
- 27 mars – 24 juin : transport par camions à Verdun. Engagée, à partir du 31 mars, dans la Bataille de Verdun, vers le bois d’Avocourt :

6 avril : attaque française sur le bois d’Avocourt.
8 avril : réduction du front, à gauche, jusque vers le bois Carré.
18 et 19 mai : attaques allemandes.
- 24 – 29 juin : retrait du front et transport par V.F. au sud-est de Châlons-sur-Marne.
- 29 juin – 10 août : mouvement vers le front et occupation d’un secteur vers la butte du Mesnil et Maisons de Champagne.

20 juillet : coup de main français.
- 10 août 1916 – 26 avril 1917 : mouvement de rocade et occupation d’un nouveau secteur vers la ferme des Marquises et la ferme de Moscou.

10 octobre : attaque allemande sur l’ouvrage des Marquises.
31 janvier 1917 : forte attaque allemande par gaz. Réduction du front, à droite, le 20 mars, jusque vers Prosnes, et à gauche, le 4 avril, jusqu’à la route de Verzy à Nauroy. À partir du 17 avril, engagée dans la Bataille des monts de Champagne : avance sur le mont Blond et le mont Cornillet ; organisation des positions conquises.

#### 1917
- 17 avril : la 34e division d'infanterie se lance à l'attaque du mont Cornillet entre Reims et Suippes[1].
- 26 avril – 10 mai : retrait du front, mouvement vers la région de Vadenay, puis transport par camions dans celle de Triaucourt : repos et instruction.
- 10 mai – 5 novembre : occupation d’un secteur vers le nord des Paroches et le bois Loclont.
- 5 – 13 novembre : retrait du front : repos et instruction à Revigny.
- 13 novembre – 14 décembre : transport par camions dans la région de Verdun : occupation d’un secteur vers le bois des Caurières et le bois le Chaume : nombreuses actions locales.
- 14 décembre 1917 – 2 janvier 1918 : retrait du front, mouvement vers Dugny, puis transport par V.F. dans la région de Tannois : repos dans celle de Bar-le-Duc.

#### 1918
- 2 janvier – 4 mars : mouvement vers le front et occupation d’un secteur vers Béthincourt et l’ouest de Forges, étendu à gauche, à partir du 22 janvier, vers Haucourt.
- 4 – 12 mars : retrait du front : repos vers Condé-en-Barrois (éléments employés à des travaux sur la rive gauche de la Meuse).
- 12 – 31 mars : occupation d’un secteur vers la tranchée de Calonne et Les Éparges.
- 31 mars – 18 avril : retrait du front, mouvement vers Givry-en-Argonne, puis, à partir du 3 avril, transport par V.F. dans la région de Marseille-en-Beauvaisis : repos. À partir du 12 avril, tenue prête à intervenir ; puis mouvement par étapes vers Ligny-sur-Canche.

17 avril : transport par camions vers Steenvoorde.
- 18 avril – 3 mai : relève d’éléments britanniques et occupation d’un secteur vers Dranoutre et le nord de Bailleul (Bataille de la Lys) : du 19 avril au 3 mai, violentes attaques allemandes ; combats à Haegedoorne et au mont Noir : arrêt de l’offensive allemande.
- 3 – 22 mai : retrait du front, transport par camions dans la région de Saint-Pol, puis, à partir du 8, transport par V.F. dans celle de Void : repos.
- 22 mai – 12 août : occupation d’un secteur entre l’étang de Vargévaux et les Paroches, réduit à gauche, le 1er juillet, jusqu’à la Meuse.
- 12 – 19 août : retrait du front: repos et instruction à Void.
- 19 – 24 août : transport par V.F. dans la région de Beauvais : repos.
- 24 août – 5 septembre : occupation d’un secteur vers Lihons et Chilly (relève d’éléments britanniques). À partir du 27 août, engagée dans la poussée vers la position Hindenburg : prise de Chaulnes ; puis organisation des positions conquises.
- 5 – 22 septembre : passage de la Somme et poursuite vers Saint-Quentin.

13 – 18 septembre : engagée dans la Bataille de Savy-Dallon, puis organisation des positions conquises, vers la route de Ham à Saint-Quentin et Selency.
- 22 septembre – 7 octobre : retrait du front : repos au sud-est d’Amiens ; puis mouvement par étapes vers Rumigny : repos.
- 7 octobre – 1er novembre : transport par V.F. d’Appilly à Villeselve : mouvement vers Itancourt et occupation d’un secteur vers Hauteville. À partir du 15 octobre, engagée, dans la Bataille de Mont-d'Origny : tentatives répétées pour le franchissement de l’Oise, le 25 octobre, franchissement de l’Oise à Longchamps et à Noyales ; puis organisation des positions conquises.
- 1er – 6 novembre : retrait du front : repos à l’est de Saint-Quentin. À partir du 4 novembre, engagée dans la 2e Bataille de Guise (prise de Guise le 5 novembre).
- 6 – 11 novembre : maintenue vers Guise en 2e ligne.

### Rattachements
Affectation organique : 17e Corps d’Armée, d’août 1914 à novembre 1918
- 1re armée

20 août – 11 novembre 1918
- 2e armée

22 – 27 avril 1915
23 mars – 21 juin 1916
3 mai 1917 – 2 avril 1918
27 mai – 19 août 1918
- 4e armée

2 août 1914 – 3 avril 1915
22 juin 1916 – 2 mai 1917
- 5e armée

3 – 9 avril 1918
- 8e armée

8 – 26 mai 1918
- 10e armée

28 avril 1915 – 6 mars 1916
10 – 16 avril 1918
- D.A.L.

7 – 22 mars 1916
- D.A.N.

19 avril – 7 mai 1918
- G.Q.G.A.

17 – 18 avril 1918